# Huldrych Zwingli

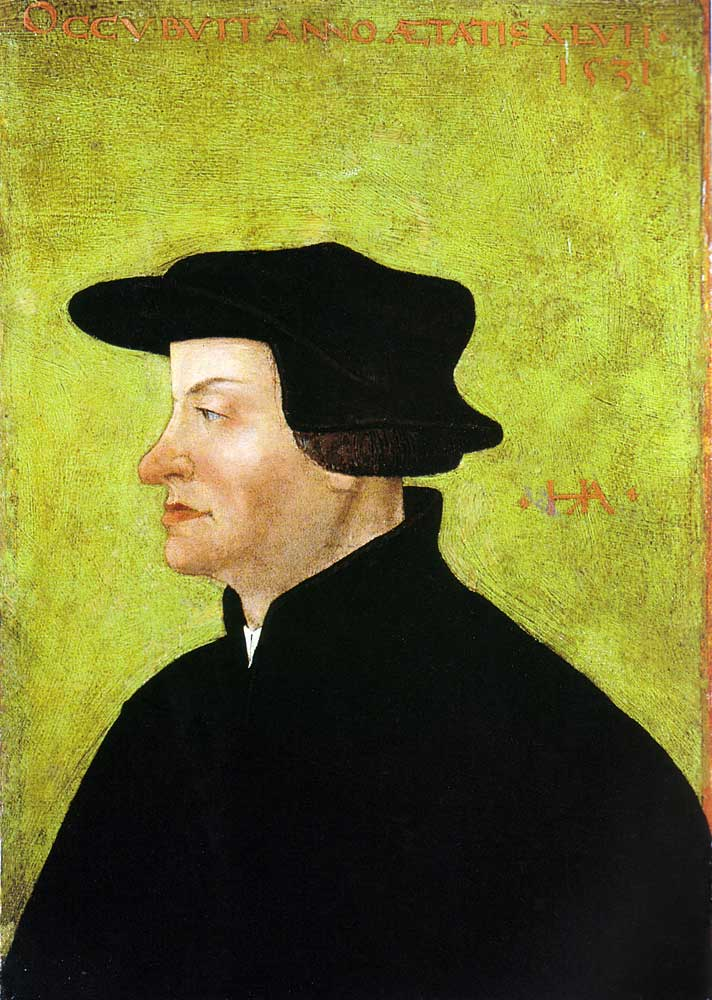
Porträt Huldrych Zwinglis von Hans Asper, 1531

Huldrych Zwingli (auch Huldreych, Huldreich und Ulrich Zwingli; * 1. Januar 1484 in Wildhaus; † 11. Oktober 1531 in Kappel am Albis) war ein Schweizer Theologe und der erste Zürcher Reformator. Aus der Zürcher und der Genfer Reformation gingen die reformierten Kirchen hervor (→ Reformation und Gegenreformation in der Schweiz). Seine Theologie wurde in der zweiten Generation von Heinrich Bullinger und Johannes Calvin weitergetragen.

## Namen
Im Gegensatz zu manch volkstümlichen Annahmen lautet Zwinglis Taufname im Gedenken an den Heiligen Ulrich von Augsburg «Ulrich». Erst mit der Zeit begann Zwingli selbst, seinen Vornamen zu Huldrych (auch Huldreich oder Huldrich) zu verändern; dies wohl als humanistisch-volksetymologische Spielerei und entgegen der sprachwissenschaftlichen Etymologie, wonach Ulrich von althochdeutsch uodal «Erbbesitz» und rīch «mächtig» abgeleitet ist.
Der Familienname «Zwingli» ist laut Heinrich Bruppacher ein Wohnstättenname zu dem nicht seltenen Örtlichkeitsnamen «Zwing, Twing», der auch im Toggenburg vorkommt und ursprünglich ein «eingefriedetes Stück Land» bezeichnete. Diese Erklärung wurde auch von Ulrich Gäbler wieder aufgenommen. Ulrich Zwingli selbst dachte zuweilen an «Zwilling» oder an «Zwinge» und nannte sich daher in einigen Texten humanistisch-latinisiert «Geminius» beziehungsweise «Cogentius». Martin Luther und andere Widersacher dagegen sprachen bisweilen vom «Zwingel», da er die Heilige Schrift in seinem Sinne zwinge.

## Biographie

### Geburt und Ausbildung

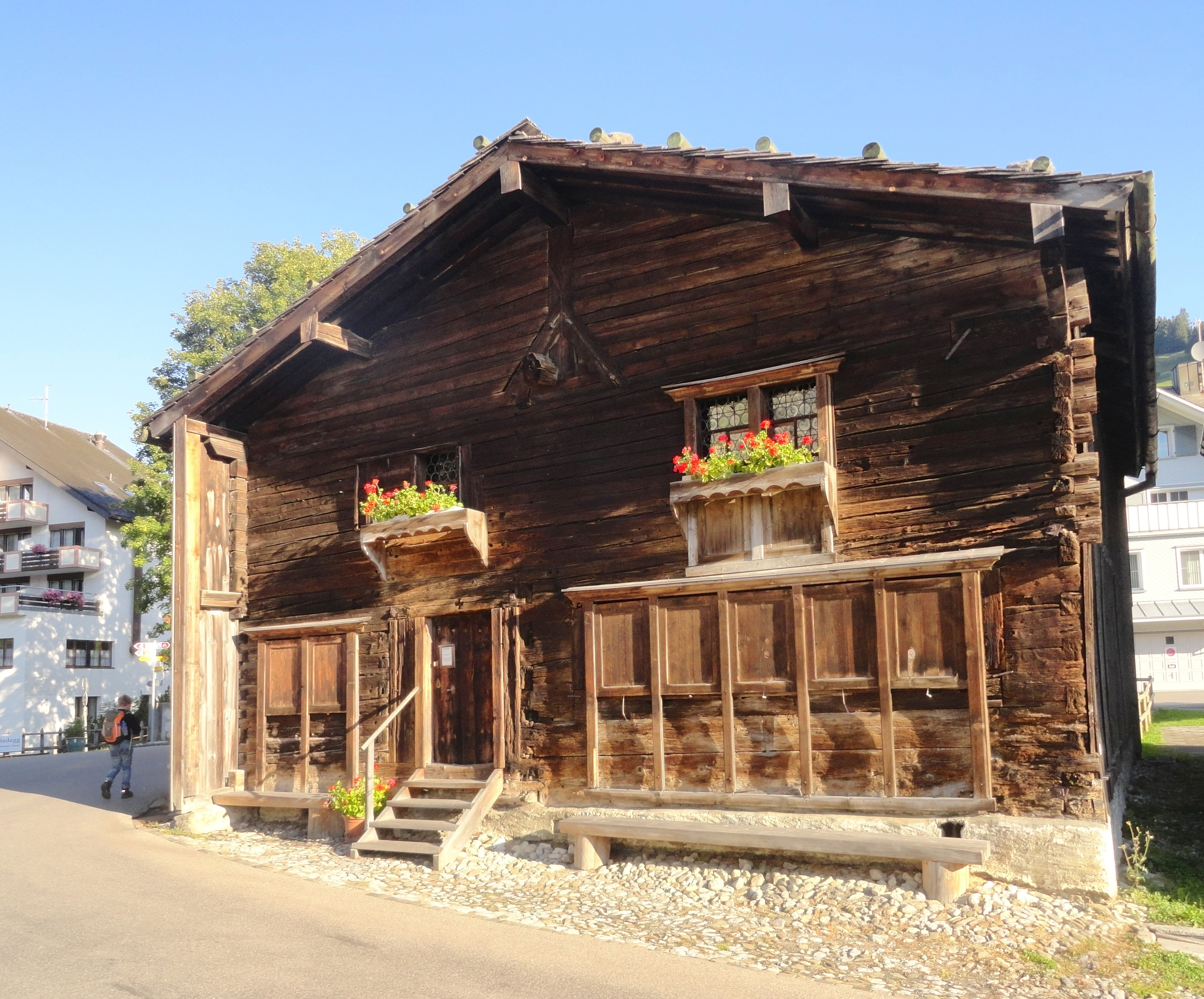
Zwinglis Geburtshaus in Wildhaus

Ulrich Zwingli wurde als drittes Kind des Bauern und Ammanns Johann Ulrich Zwingli (1454–1513) und der Margaretha Bruggmann (um 1458–1519), verwitwete Meilin, die in zweiter Ehe mit Zwingli verheiratet war, geboren. Sein Geburtshaus ist heute als Museum eingerichtet.
Zwingli hatte mindestens neun Geschwister. Bereits im Alter von sechs Jahren verliess er sein Heimatdorf Wildhaus im Obertoggenburg und lebte während der nächsten vier Jahre als Schüler bei seinem Onkel, dem Dekan Bartholomäus Zwingli, in Weesen. 1494 wechselte er an die Lateinschule in Basel und später an die Lateinschule in Bern. Wegen seiner grossen Musikalität hätten ihn dort die Dominikaner gern in ihr Kloster aufgenommen, doch sein Vater war dagegen.

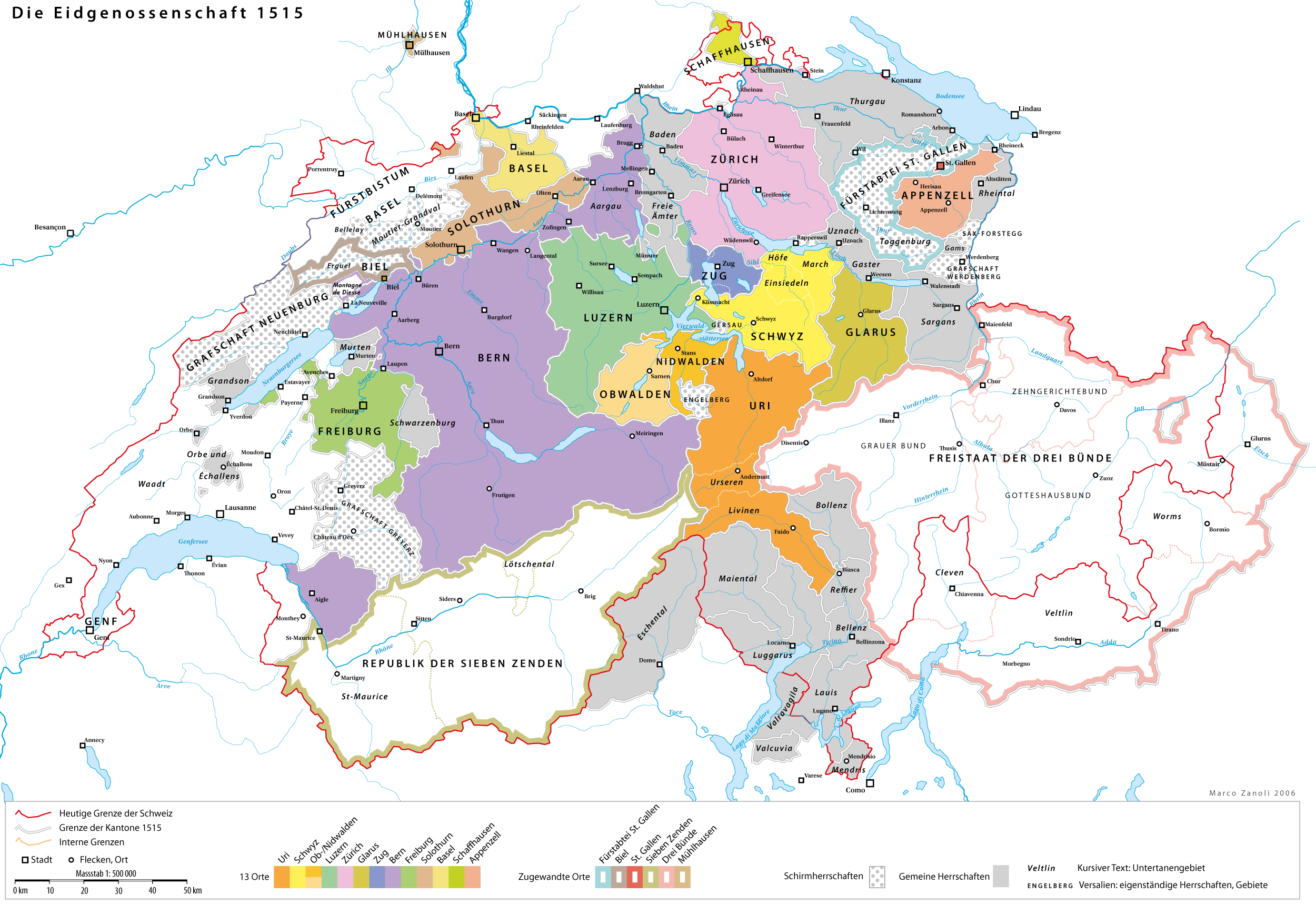
Territoriale und politische Situation der Schweiz (Alte Eidgenossenschaft) nach der Schlacht bei Marignano um 1515

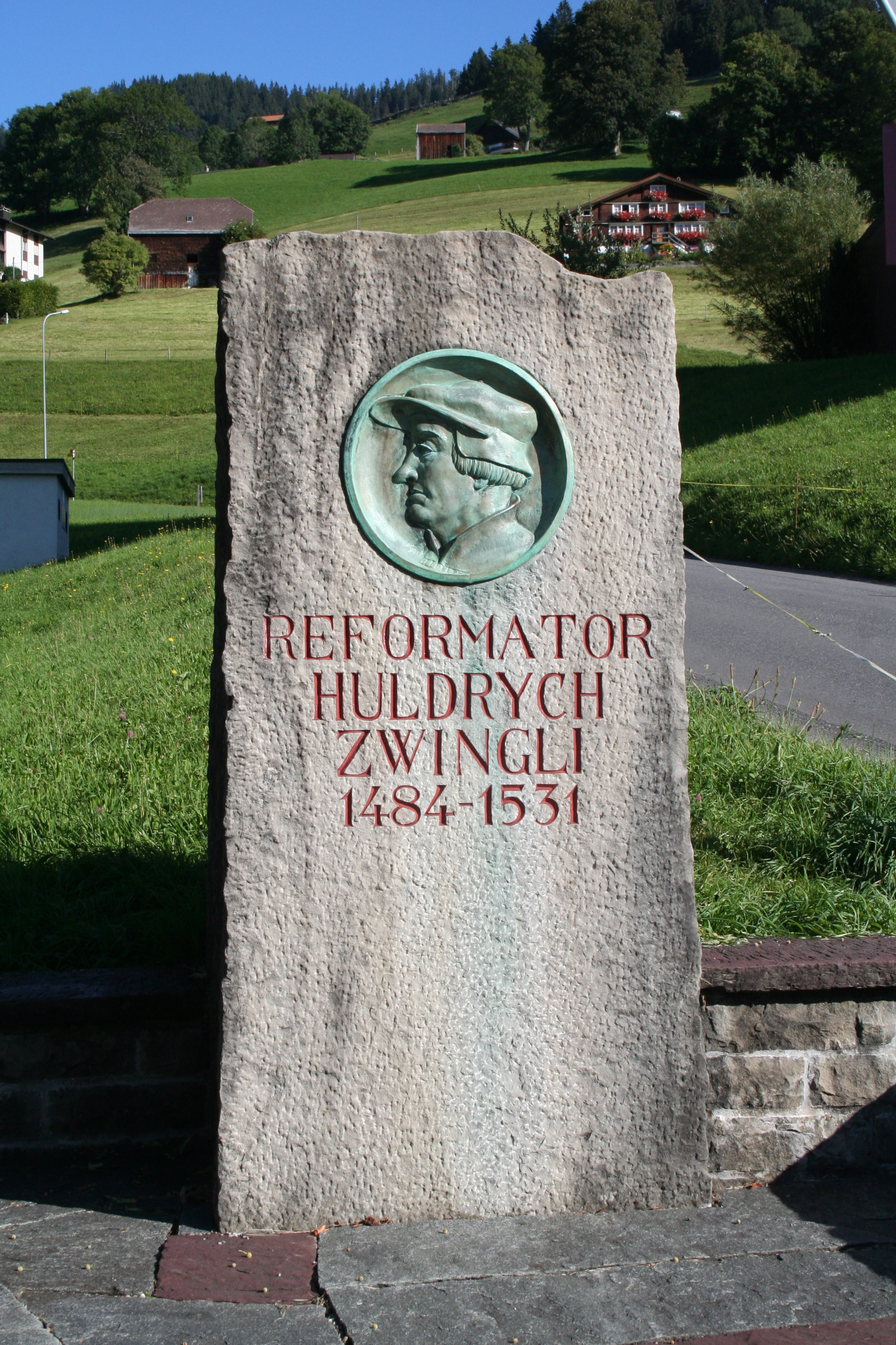
Gedenkstein in Wildhaus

So verliess Zwingli 1498 Bern und begann als Fünfzehnjähriger sein Studium an der Universität Wien; dort immatrikulierte er sich als «Vdalricus Zwinglij de Glaris». Er studierte an der Artistenfakultät, wo er nach dem damals üblichen Studiengang eine Art Grundausbildung in den Sieben freien Künsten (septem artes liberales) erhielt. Im Sommersemester 1500 trat er ein zweites Mal, diesmal als «Vdalricus Zwingling de Lichtensteig», in Wien in Erscheinung.
Unter derselben namentlichen Bezeichnung findet man ihn dann 1502 an der Universität Basel, wo er bis 1506 Theologie studierte – unter anderem bei Thomas Wyttenbach aus Biel, mit dem er später zur Transsubstantiationslehre korrespondierte. Zwischenzeitlich schloss er sein Studium der freien Künste mit dem Titel Magister artium ab und führte anschliessend sein Theologiestudium noch sechs Monate fort, ohne es jedoch mit einem Examen abzuschliessen. Er wechselte – wie viele andere Theologiestudenten damals auch – ohne abgeschlossenes Studium in die kirchliche Praxis. Im September 1506 wurde Zwingli zum Priester geweiht.

### Pfarrer in Glarus (1506–1516)
Im Spätsommer 1506 wurde Zwingli als «Kirchherr» zum leitenden Pfarrer in Glarus gewählt. Am 21. September 1507 erfolgte mit einem feierlichen Essen die Einführung in sein Amt. Es gab wohl verschiedene Gründe, weshalb gerade der 22-jährige Magister berufen wurde. Zum einen dürfte Zwingli ihnen empfohlen worden sein. Zum anderen wollten die Glarner ihren Priester selber wählen und nicht den Vorschlag des Bischofs von Konstanz übernehmen. Eigentlich sollte nämlich der einflussreiche Zürcher Chorherr der Probstei Zürch, Heinrich Göldi (1496–1552), die einträgliche Pfründe, d. h. die Einkünfte der Pfarrei, vom Bischof erhalten. Göldi wäre damit Inhaber der Pfründe und formell Pfarrer von Glarus geworden, doch er wollte nicht nach Glarus umziehen, da er die Stelle und ihre Einkünfte lediglich als eine Geldanlage betrachtete. Er hatte auch schon eine beträchtliche Summe nach Konstanz überwiesen. Die Glarner waren aber nicht an einem Pfründenjäger interessiert, weshalb sie dringend einen eigenen Kandidaten brauchten, den sie in Zwingli fanden. Nach der Wahl Zwinglis wurde es für Göldi schwierig, das Pfarramt gegen den Willen der Glarner zu übernehmen. Um nicht leer auszugehen, verlangte er eine hohe Abfindung. Zwingli musste dazu bei den Glarnern Geld aufnehmen, die Abzahlung des Kredits machte ihm noch lange zu schaffen.
Bei der Kreditvergabe zeigten sich die Glarner grosszügig. Etwas weniger entgegenkommend scheinen sie beim Pfarrhaus gewesen zu sein; dessen Unzulänglichkeiten waren den Glarnern offenkundig bewusst. Als Zwingli 1516 um die Entlassung bat, versprachen sie ihm, wenn er bleiben würde, ein besseres Pfarrhaus zu bauen.
Die Glarner Pfarrei umfasste mehrere Dörfer, neben Glarus Riedern, Netstal, Ennenda und Mitlödi. Der Hauptort umfasste mit Riedern zusammen rund 1300 Einwohner. Für die geistliche Versorgung war Zwingli zusammen mit drei oder vier Kaplänen zuständig. Über die Tätigkeit Zwinglis in Glarus ist wenig bekannt. Die wenigen Zeugnisse lassen keine Kritik an der Kirche erkennen. Er las die Messe und erteilte die Absolution. 1512 schrieb er an Papst Julius II. und bat um Ablass für die Glarner. Zwingli war auch Feldprediger und nahm von 1512 bis 1515 an den Feldzügen der Italienischen Kriege, insbesondere an der Schlacht bei Marignano, der Eidgenossenschaft der Glarner für den Papst gegen die Franzosen in der Lombardei teil.
Der Bauernsohn Zwingli scheint sehr volksverbunden gewesen zu sein. Im Laufe der Zeit lernte er wohl alle seine Kirchgenossen kennen. Zu einzelnen Familien hatte Zwingli mehr als nur offiziellen Zugang gefunden. So übernahm der Geistliche die Patenschaft für verschiedene Kinder. Seine ungebrochene Kirchlichkeit zeigt sich auch im Bestreben, einen angeblichen Splitter des Kreuzes Christi nach Glarus zu holen, was ihm gelang. Um die Reliquie würdig aufzubewahren, musste die alte Glarner Pfarrkirche erweitert werden. Auch dafür setzte sich Zwingli mit Erfolg ein. 1510 wurde die Kreuzkapelle angebaut, die ihren Namen von diesem Kreuzsplitter erhielt. Die Glarner sprachen aber noch lange von der Zwinglikapelle und nicht von der Kreuzkapelle.
In den Glarner Jahren bildete sich Zwingli intensiv fort. Er studierte viele Werke der antiken Klassiker und die Kirchenväter. Ausserdem lernte er Griechisch und konnte so den Grundtext des Neuen Testaments lesen, den Erasmus von Rotterdam 1516 in einer kritischen Edition veröffentlicht hatte. Durch den Humanisten Erasmus lernte Zwingli, einen anderen Sinn in den biblischen Texten zu suchen und zu erkennen. Dadurch fand er einen neuen, für ihn befreienden Zugang zur Heiligen Schrift. Trotz der Abgeschiedenheit des Bergtales Glarus stand Zwingli in regem Kontakt mit den Gelehrten seiner Zeit und war dadurch stets unterrichtet über das Erscheinen neuer Bücher. Zwingli besass am Ende seiner Glarner Zeit die damals bedeutende Zahl von über 100 Büchern.
Zwingli wollte sein Wissen weitergeben. Auf seine Veranlassung stimmte die Landsgemeinde 1510 der Gründung einer Lateinschule zu. Auf dieser höheren Schule konnten die Knaben Grundkenntnisse in Latein erwerben und mussten nicht eine auswärtige Schule besuchen. Zwingli wurde zum Lehrer gewählt. Zu Zwinglis Schülern gehörten eine Reihe bedeutender Glarner: Valentin Tschudi, Zwinglis Nachfolger in Glarus, Aegidius Tschudi, Chronist und Politiker, und vermutlich auch Fridolin Brunner, der spätere Reformator des Landes Glarus.
In der glarnerischen und eidgenössischen Politik Anfang des 16. Jahrhunderts wurde heftig gestritten, ob mit dem Papst, dem Kaiser oder mit den Franzosen zusammengearbeitet werden sollte. In Glarus ging es konkret vor allem darum, in wessen Dienste die jungen Glarner als Söldner treten sollten. Zwingli stellte sich stets auf die Seite des Papstes, worauf sich dieser mit einer stattlichen päpstlichen Pension von 50 Gulden erkenntlich zeigte. Zwingli, der als Feldgeistlicher der etwa 500 Schweizer Soldaten dabei war, mahnte in einer Predigt am 7. September 1515 in Monza zur Einigkeit. Im Oktober 1515, nach der für die Schweizer vernichtenden Niederlage gegen die Franzosen in der Schlacht bei Marignano, endete die eidgenössische Grossmachtpolitik. Danach vereinbarten die Franzosen mit den Eidgenossen im «ewigen Frieden» von 1516 einen schliesslich bis zum Franzoseneinfall von 1798 währenden vorteilhaften Frieden: So bekamen die Eidgenossen von Frankreich eine hohe Summe, erhielten Privilegien im Handel mit Frankreich und dem Herzogtum Mailand und genossen ein ökonomisch vorteilhaftes Soldbündnis. Zwingli votierte dagegen und unterstützte weiterhin den Gegenspieler der Franzosen, den Papst. In Glarus wie auch in der Eidgenossenschaft schlug die Stimmung zugunsten der Franzosenpartei um. Die Stellung des päpstlichen Parteimanns und Propagandisten Zwingli wurde deshalb unhaltbar. Zwingli musste 1516 trotz grossem Rückhalt in der Bevölkerung weichen und wurde für drei Jahre beurlaubt.

### Leutpriester in Einsiedeln (1516–1519)
1516 berief Diebold von Geroldseck Zwingli als Leutpriester und Prediger in das als Wallfahrtsort berühmte Kloster Maria-Einsiedeln, wo er am 14. April 1516 antrat. Angesichts der dortigen Missbräuche der Volksfrömmigkeit begann er, wider Wallfahrten und den seit 1518 in der Schweiz wirkenden päpstlichen Ablassprediger Bernhardin Samson zu predigen. Er forderte die Bischöfe zu Sitten und Konstanz auf, die Kirche nach Anleitung des göttlichen Wortes zu verbessern. Zu gleicher Zeit trat er aber auch aufgrund seiner Erfahrungen beim Italienfeldzug gegen die Demoralisation des Volkes durch Reislaufen an, wie die Kriegsdienste der Schweizer in fremdem Sold damals genannt wurden. Als Konsequenz seiner Beteiligung am Krieg in der Lombardei übernahm er Erasmus’ Überzeugung: «Der Krieg erscheint den Unkundigen als süss» – Dulce bellum inexpertis, ein Satz, den Zwingli sich in seiner Sprichwörterausgabe des Erasmus von Rotterdam anstrich.
Nach Glättung der Wogen, derentwegen Zwingli Glarus hatte verlassen müssen, hätte er das dortige Pfarramt wieder übernehmen sollen; doch er entschloss sich 1519, stattdessen eine Berufung an das Zürcher Grossmünster anzunehmen. Die intensiven Studien und seine Erfahrungen in Glarus wie auch in Einsiedeln hatten den bis dahin sehr kirchentreuen Priester verändert. Die Entwicklung, die in Glarus begonnen hatte, führte Zwingli in neue Bahnen, und er wurde zu einem scharfen Kritiker der damaligen kirchlichen Zustände.

### Leutpriester am Grossmünster in Zürich (1519–1531)

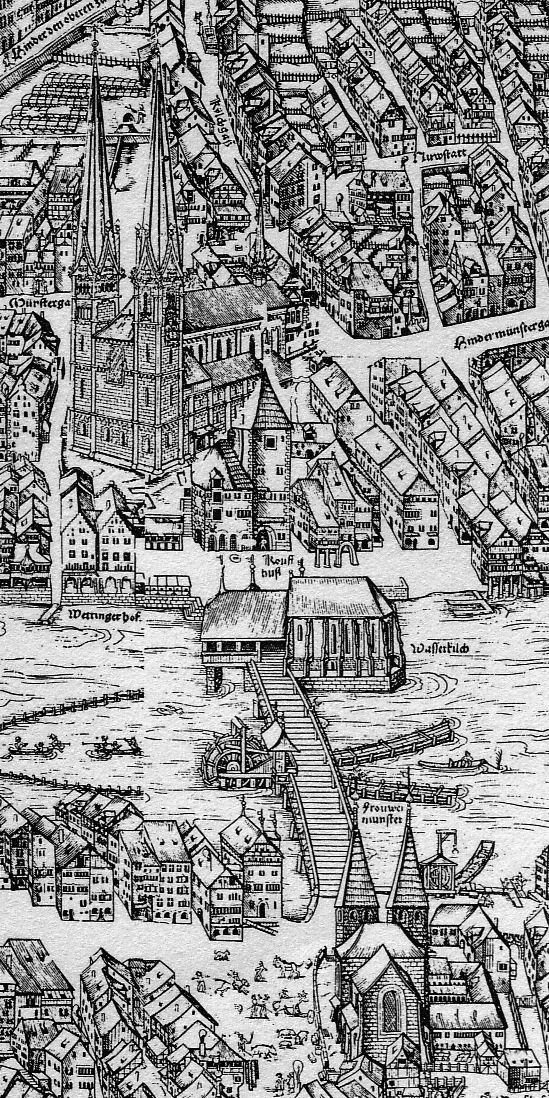
Das Grossmünster in Zürich auf dem Murerplan (1576)

Da die Zürcher Regierung wie Zwingli gegen das Söldnerwesen war, verschaffte ihm diese Haltung das einflussreiche Amt als Leutpriester am Grossmünsterstift in Zürich, das er am 1. Januar 1519 antrat. Das Grossmünsterstift war damals nach der Kathedrale das angesehenste geistliche Stift im Bistum Konstanz. In seinen kunstlosen, aber klaren, allgemein verständlichen Predigten legte Zwingli fortlaufend die Evangelien aus. Das Volk und der Rat von Zürich, der zunächst Probleme mit Zwinglis bekannter Musikbegeisterung hatte, liessen sich davon überzeugen. Sämtliche Prediger in Stadt und Land wurden 1520 von der Obrigkeit angewiesen, das Evangelium gemäss Zwinglis Auslegung zu predigen.
Im Jahr 1519 brach die Pest in Zürich aus, die auch Zwingli im September des Jahres befiel. Er überlebte die Krankheit, war aber noch ein Jahr lang geschwächt. Die Krankheitserfahrung regte ihn zum Schreiben von Gedichten und Liedern (erhalten ist das «Pestlied») an und soll auch sein Gottesverständnis geprägt haben, da er seine Genesung auf Gottes Wirken zurückführte.
1522 veröffentlichte Zwingli seine erste reformatorische Schrift gegen das Fasten der römischen Kirche: Von Erkiesen und Freiheit der Speisen. Dieses Werk schrieb er aus Anlass des Fastenbrechens bei seinem Freund, dem Buchdrucker Christoph Froschauer. Zwingli selbst war beim «Wurstessen» nach Aschermittwoch anwesend, aber nicht beteiligt. Mit der Schrift, die Froschauer nach Ostern tausendfach publizierte, rechtfertigte Zwingli das Handeln, da das Fastenhalten gegen den christlichen Glauben verstosse. Er wies darauf hin, dass es selbst in der katholischen Kirche die Ausnahmeregelung gebe, dass hart arbeitende Leute die Fastenvorschriften umgehen dürften. Die Freiheit des Christen erschien ihm wichtiger als das Verbot von Wein und Fleisch, das eine Erfindung der Bischöfe sei. Nur die Worte und Taten Jesu seien in der Kirche verbindlich.
An den Bischof von Konstanz sandte er ein ebenso bescheidenes wie nachdrückliches Bittschreiben, in welchem er und zehn seiner Genossen erklärten, dass sie «mit Gott fest entschlossen seien, das Evangelium ohne Unterlass zu predigen», und in dem sie um Aufhebung des Zölibats nachsuchten. Damals bemühte sich Papst Hadrian VI. noch, Zwingli durch einen die Frömmigkeit des Reformators anerkennenden Brief von weiteren Schritten gegen die katholische Kirche abzuhalten.
Mit dem Land Glarus blieb Zwingli weiterhin intensiv verbunden. Mit verschiedenen Personen korrespondierte er auch weiterhin als Zürcher Pfarrer. Die Hauptschrift Auslegen und Gründe der Schlussreden von 1523 widmete er dem Landsgemeindekanton. Am 12. Oktober 1522 predigte Zwingli noch einmal in der Pfarrkirche von Glarus, anlässlich der Primiz seines ehemaligen Schülers Valentin Tschudi. In dieser Predigt wurde die Veränderung Zwinglis deutlich. Was er früher den Glarnern gepredigt habe, so sagte er, sei nicht die Wahrheit gewesen. Die Glarner sollten davon Abstand nehmen. Zwingli distanzierte sich somit von seiner Verkündigung in den Glarner Jahren 1506 bis 1516.

### Drei Zürcher Disputationen (1523/1524)
Als die Dominikaner in Zürich Zwingli Ketzerei vorwarfen, lud der Grosse Rat alle Theologen, die Zwingli der Ketzerei überführen könnten, auf den 29. Januar 1523  zur ersten Zürcher Disputation über die von Zwingli aufgestellten Thesen ein. Etwa 600 geistliche und weltliche Personen fanden sich dazu in Zürich ein. Da die Abgeordneten des Bischofs von Konstanz, namentlich Johann Faber, gegen Zwinglis Thesen nur die Autorität der Tradition und der Konzilien geltend zu machen wussten, erkannte der Rat von Zürich Zwingli den Sieg zu.
Auf einem zweiten, vom 26. bis 28. Oktober 1523 gehaltenen Religionsgespräch in Zürich wurde in Gegenwart von fast 900 Zeugen aus eidgenössischen Orten über «Bilderdienst und Messe» gestritten. Grund für die zweite Zürcher Disputation waren die Predigt gegen Bilderverehrung und der daraus resultierende Bildersturm. Es wurde beschlossen, dass die Bilder innerhalb eines halben Jahres entfernt werden sollten, damit das Volk durch weitere Predigten auf diesen Einschnitt vorbereitet werden könne. Der «Bildersturm», der also nicht an einem Tag und plötzlich erfolgte, führte auch zum «Ittingersturm».
Ein weiteres Gespräch am 13. und 14. Januar 1524, die dritte Zürcher Disputation, beseitigte auch die Messe.
Die Reformation in Zürich betraf nicht nur die Religion. Der Rat, unter Beratung Zwinglis, ordnete Schul-, Kirchen- und Ehewesen neu und gab Sittengesetze heraus. Zwingli hatte kein politisches Amt, aber grossen Einfluss – der Rat wusste, dass das Volk auf Zwinglis Predigten hörte. Dem Reformator war aber auch der Rückhalt der in Zürich herrschenden Patrizier unverzichtbar, er unterstützte die Vertreibung und Ermordung sogenannter Täufer wie seines alten Weggefährten Felix Manz. Die Täufer lehnten die Kindertaufe als unbiblisch ab und wiesen dabei auf die Taufe des erwachsenen Jesu hin. Diese Ablehnung bürgerlicher Ordnung ging Zwingli zu weit, er liess gegenüber Felix Manz und den Täufern keine Gnade walten.

### Heirat 1524 und Familie
Am 19. April 1524 heiratete Zwingli die 40-jährige Witwe Anna Reinhart, mit der er schon vorher zusammengelebt hatte. Mit ihr zusammen hatte er vier Kinder: Regula (* 31. Juli 1524), Wilhelm (* 29. Januar 1526), Huldrich (* 6. Januar 1528) und Anna (* 4. Mai 1530).

### Glaubensbekenntnis (1525) und Zürcher Bibel

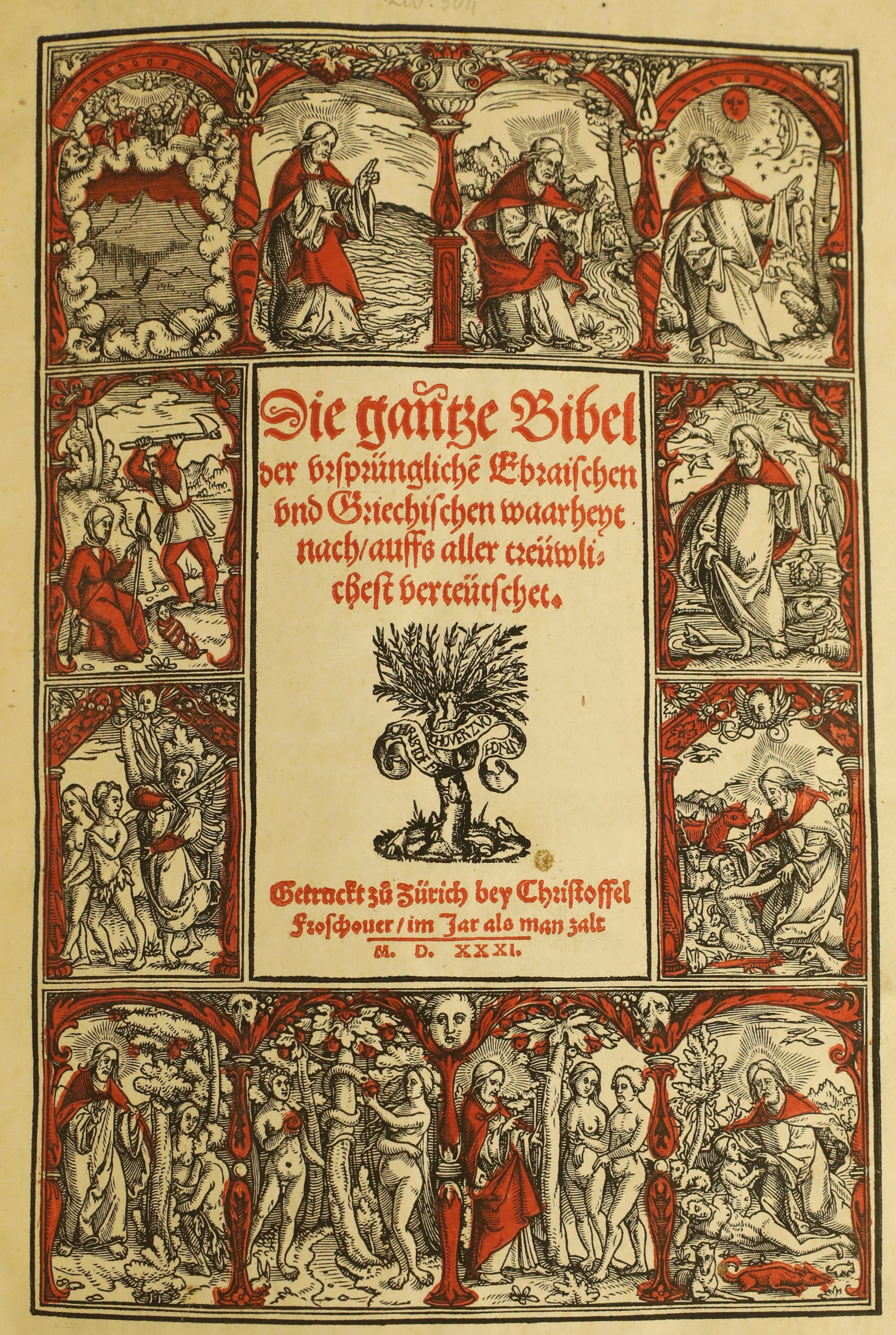
Titelblatt der Zürcher Bibel von 1531

1525 gab Zwingli sein Glaubensbekenntnis «Von der wahren und falschen Religion» heraus, das er dem französischen König Franz I. schickte. Mit Luther und den anderen deutschen Reformatoren in vielen Punkten einig, verfuhr Zwingli doch in liturgischer Beziehung radikaler und verwarf die «leibliche Gegenwart» Christi im Abendmahl.
Ab 1525 waren die Reformation und die Reform des Gottesdienstes in Zürich abgeschlossen. Es wurde das Abendmahl in beiderlei Gestalt als Gedächtnismahl gefeiert. Bilder, Messen und Zölibat waren abgeschafft, und es gab eine geregelte Armenfürsorge. Diese finanzierte sich aus Geldern, die durch die Säkularisation von Klöstern und geistlichen Stiftungen im Herrschaftsbereich der Stadt Zürich frei wurden. Ebenfalls 1525 wurde das bisherige Chorherrenstift Grossmünster in die Prophezei am Grossmünster umgewandelt, um die Ausbildung weiterer reformierter Theologen sicherzustellen. Sie mussten Bibelexegese lernen und die gewonnenen Ergebnisse in deutschen Predigten dem Volk vortragen. Dadurch wurden die Theologen geschult, und das Volk sollte in der Bibel verwurzelt werden. Zwingli war als Antistes der Leiter der Zürcher Kirche.
In enger Zusammenarbeit mit Konrad Pellikan und Leo Jud übersetzte Zwingli zwischen 1524 und 1529 die Bibel in die eidgenössische Kanzleisprache, wobei er sich auch Luthers Übersetzung des Neuen Testaments, der Fünf Bücher Mose und der historischen Bücher des Alten Testaments (Buch Josua bis Buch Ester) bediente. Für die Prophetenbücher wurden die Wormser Propheten in von Buch zu Buch unterschiedlichem Masse genutzt. Die poetischen Bücher des Alten Testaments (mit Ijob und den Psalmen) war in der Zürcher Bibel zunächst eine überarbeitete Version dieser Bücher in der Lutherübersetzung; für die Zürcher Bibel von 1531 wurde diese Schriftengruppe aber von Zwingli und seinen Mitarbeitern komplett neu übersetzt. Diese Bibelübersetzung ist heute als die «Zürcher Bibel» bekannt. Demnach schlossen die Zürcher Theologen die komplette Neuübersetzung aus dem Griechischen und Hebräischen fünf Jahre vor Luthers Bibelübersetzung ab, womit die Zürcher Bibel die älteste protestantische Gesamtübersetzung der Bibel ist (nicht jedoch die erste deutsche Bibelübersetzung überhaupt). Das Werk wurde zwischen 1524 und 1529 von Christoph Froschauer gedruckt. 1531 druckte er eine reich illustrierte und aufwendig gestaltete Gesamtausgabe. Diese Version war für lange Zeit die textlich und gestalterisch bedeutendste Ausgabe der Zürcher Bibel. Im Unterschied zur Lutherbibel weist die aktuelle Zürcher Bibel kaum noch Gemeinsamkeiten mit dem Wortlaut ihrer Erstübersetzer auf.

### Politik und Marburger Religionsgespräch (1529)
Zwingli lehnte Luthers Zwei-Reiche-Lehre ab, wonach der Staat für das «Äussere» und die Kirche für das «Innere» zuständig sei. Vielmehr sah er Kirche und Staat in enger Zusammenarbeit und darin für die Obrigkeiten eine ernste Verpflichtung. Er erklärte, dass «die Obrigkeit, welche ausser der Schnur Christi fahren», das heisst, die Vorschriften Christi sich nicht zum Massstab nehmen wolle, «mit Gott entsetzt werden möge». Der Landgraf von Hessen, Philipp der Grossmütige, welcher Zwinglis weittragende politische Ansichten teilte, organisierte im Oktober 1529 ein Streitgespräch zwischen Zwingli und Martin Luther in seinem Schloss in Marburg, den «Abendmahlsstreit zu Marburg». Luther wies Zwingli allerdings schroff zurück, womit der Plan eines gemeinsamen protestantischen Vorgehens gegen Kaiser und Papst an theologischen Differenzen scheiterte.
Philipp der Grossmütige und Zwingli hatten ehrgeizige Pläne. 1530 wollten sie «durch einen Bund von der Adria bis zum Belt und zum Ozean die Welt aus der Umklammerung des Habsburgers retten». Damals hatte Zwingli schon im Januar 1528 bei einem Religionsgespräch zu Bern auch diesen Kanton für die Reformation gewonnen. Ausserdem schien durch den Ersten Kappeler Landfrieden 1529 die drohende Gefahr eines Glaubenskriegs zwischen Zürich und den fünf katholischen Urkantonen vorläufig beseitigt.

### Tod im Zweiten Kappelerkrieg
1531 kam es zu einem Religionskrieg in der Eidgenossenschaft, dem Zweiten Kappelerkrieg zwischen Zürich und den katholischen Kantonen Luzern, Uri, Schwyz, Unterwalden und Zug. Bereits vorher waren Altgläubige wie beispielsweise die Mönche vor allem der Bettelorden aus den Klöstern vertrieben worden. Zwingli war es auch, der den Rat der Stadt Zürich zum Zweiten Kappelerkrieg gegen die Waldstätte drängte, um die Reformation gewaltsam in der Innerschweiz zu verbreiten. Am 11. Oktober 1531 unterlagen die Zürcher, und Zwingli selbst geriet während der Schlacht bei Kappel, an der er als Soldat teilgenommen hatte, am Albis in die Hände der katholischen Innerschweizer. Er wurde verhöhnt, indem man ihm anbot, noch einmal die Beichte abzulegen; anschliessend wurde er getötet. Sein Leichnam wurde gevierteilt, verbrannt und die Asche in den Wind gestreut. Erst 1838 wurde ihm in Kappel und 1885 in Zürich ein Denkmal errichtet.
Heinrich Bullinger wurde zwei Monate nach Zwinglis Tod zum Antistes der Zürcher Kirche gewählt und blieb es bis zu seinem Tod 1575. Er konsolidierte den reformierten Glauben und gilt als eigentlicher Begründer der reformierten Kirche.

## Zwinglis Reformation und ihre Wirkungen

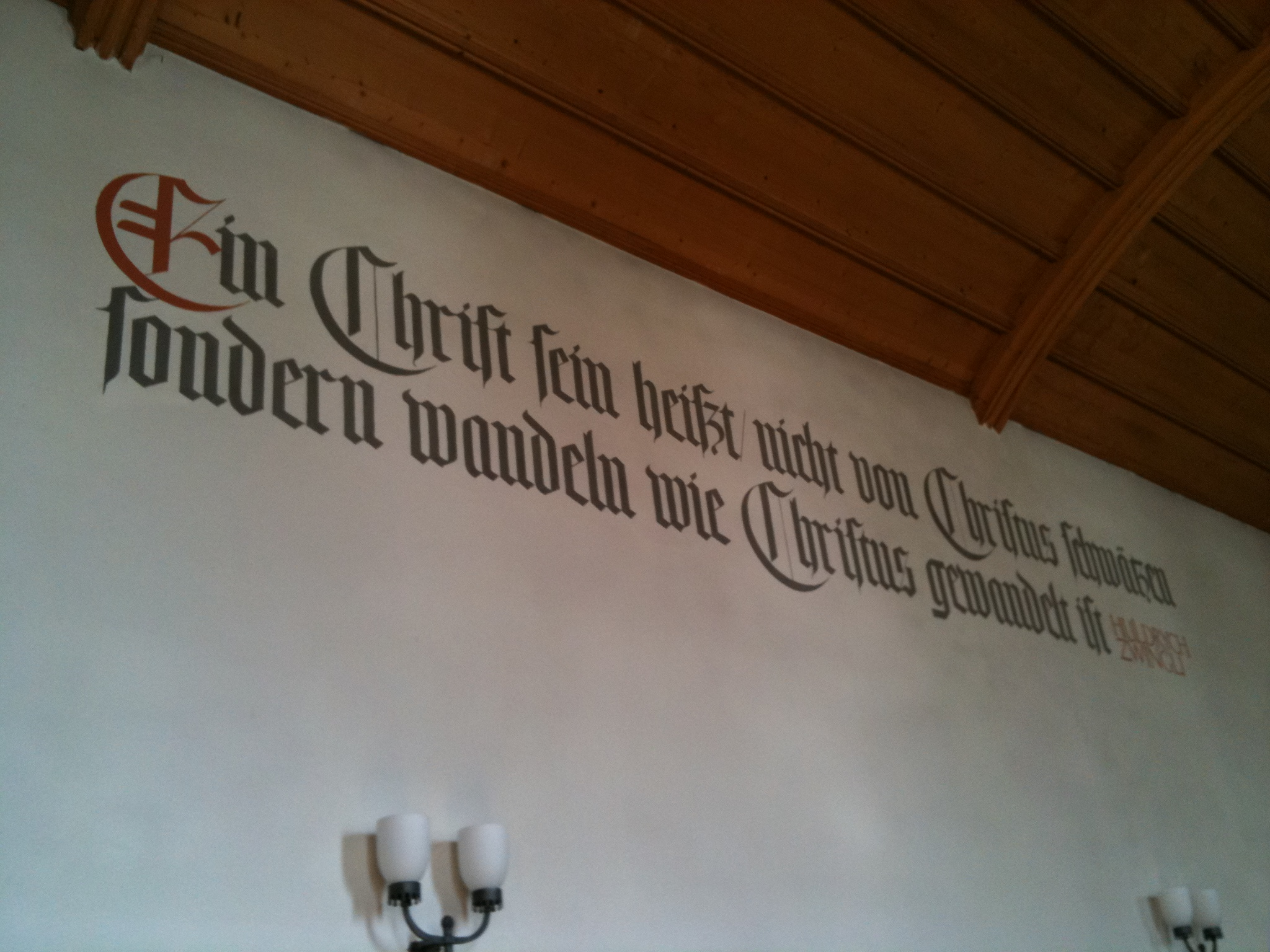
Zwinglizitat in der reformierten Kirche in Felsberg GR: «Ein Christ sein heißt nicht von Christus schwätzen, sondern wandeln wie Christus gewandelt ist.»

Zwinglis Reformation ging von anderen Voraussetzungen aus als Luthers und hatte bei vielen Gemeinsamkeiten auch deutliche Unterschiede zu dieser. Während Luther den Ablasshandel und andere Missstände in der Kirche, die seinem Verständnis der Bibel widersprachen, entfernen wollte, akzeptierte Zwingli in der Kirche nur das, was ausdrücklich in der Bibel stand. Von daher sind die reformierten Kirchen, noch ausgeprägter als die lutherischen, Kirchen des Wortes: kein Kirchenschmuck ausser Bibelsprüchen, sogar auf Musik im Gottesdienst musste verzichtet werden – obwohl Zwingli selbst sehr musikalisch war. Die Musik kam in die zwinglianischen Kirchen erst zurück, als sich von Strassburg aus Psalmen in deutscher Sprache verbreiteten.
Zwingli lebte als Eidgenosse in einem politischen System, das durch die Räte der Orte geprägt war. Vor diesem Hintergrund sprach er dem Grossen Rat das Recht zu, «als Repräsentant der Kirchengemeinde zu entscheiden». Heinrich Bullinger, Zwinglis Nachfolger in Zürich, bekräftigte diese Position, indem er dem «aus Christen zusammengesetzte[n] Rat der Stadt Zürich […] das Recht und die Pflicht» zusprach, «alle Angelegenheiten kirchlicher Lehre und kirchlichen Lebens zu regeln». Dieses Verhältnis von weltlicher Gemeinde und Kirche sollte zu einem erheblichen Unterschied zu Genf werden. Dort entwickelte Calvin aufgrund seiner Erfahrungen mit Konflikten zwischen Kirche und Obrigkeit in Frankreich und Genf die Idee einer Unabhängigkeit der Kirche von der staatlichen Herrschaft. Calvins Modell fand später die grössere Rezeption, weil sie «der Verfolgungssituation reformierter Kirchen [besser] entsprach».
Zwingli hatte einen anderen biographischen Hintergrund als die anderen Reformatoren. Er stammte aus einer bäuerlichen Familie. Wie Melanchthon war er vom Humanismus geprägt worden. Doch während Luther Mönch und Theologieprofessor, Calvin Jurist und Melanchthon Griechisch-Professor war, hatte Zwingli bis zu seiner Zürcher Zeit immer als Seelsorger gearbeitet; und auch in Zürich wirkte er als Gemeindepfarrer.
Auswirkungen der Theologie Ulrich Zwinglis sind vor allem in der deutschsprachigen Schweiz sowie im Waadtland festzustellen. Der Erfolg der Reformation ist dabei nicht ohne weitere Persönlichkeiten wie Heinrich Bullinger, Zwinglis Nachfolger in Zürich, Johannes Oekolampad und Oswald Myconius in Basel, Berchtold Haller in Bern, Sebastian Hofmeister und Erasmus Ritter in Schaffhausen, Joachim Vadian und Johannes Kessler in St. Gallen und Johann Comander in Graubünden denkbar.
In Deutschland gehen nur die reformierten Kirchen in Bad Grönenbach, Herbishofen und Theinselberg direkt auf Zwinglis Wirken zurück. Die übrigen reformierten Kirchen sind – wie sich am Heidelberger Katechismus ablesen lässt – stärker von Calvins Denken beeinflusst.
Durch Zwingli und seine Mitarbeiter wurde das Schulwesen stark gefördert oder gar begründet. Mittelschulcharakter trugen die beiden Lateinschulen, das Collegium inferius des aufgehobenen Fraumünsterstiftes und das Collegium superius am Grossmünster. Hochschulcharakter erhielt das Collegium Carolinum, das die folgenden drei Jahrhunderte in hohem Ansehen stand. Anfangs bestanden vier Ordinariate (grosse Lehrstühle, deren Inhaber Chorherren genannt wurden): für Theologie, Griechisch, Hebräisch und Philosophie. Daneben gab es kleinere Lehrstellen für juristische, medizinische und naturwissenschaftliche Fächer.

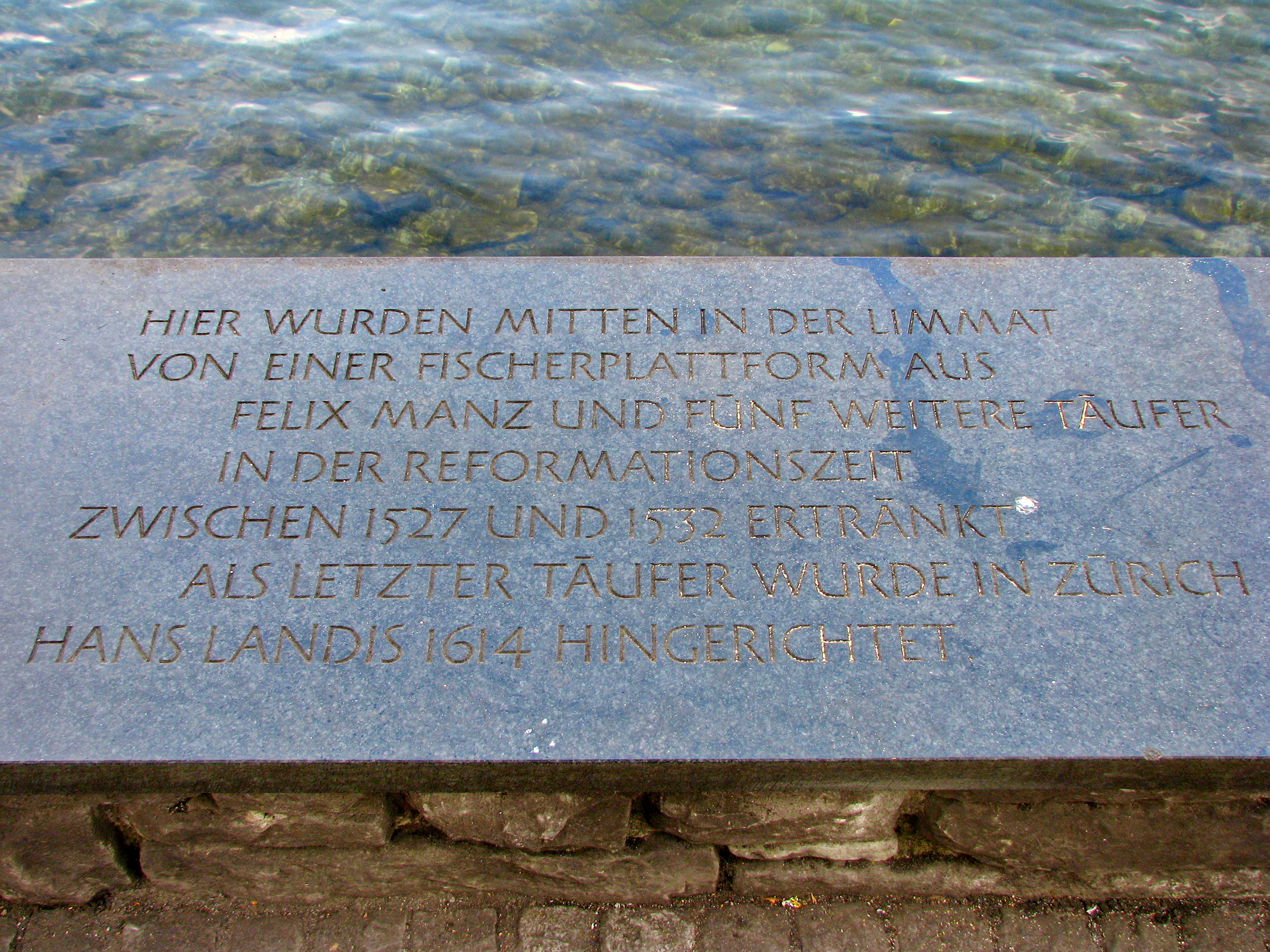
Gedenktafel für die Täufer

Als Schattenseite seines Wirkens wird oftmals Zwinglis Verhältnis zur Täuferbewegung angesehen. Auf Zwinglis Drängen liess der Rat von Zürich alle Täufer der Stadt entweder vertreiben oder nach Gefangennahme und Folterung in der Limmat ertränken. Eines der ersten Opfer unter den Schweizer Täufern war Felix Manz. Auch mit Balthasar Hubmaier, der im nahen vorderösterreichischen Waldshut wohnte, stand er auf schlechtem Fuss und wollte ihm kein Asyl geben, als dieser vor den Habsburgern flüchtete. Die Verfolgungen der Täufer hielten noch über Generationen an. Erst 2004 fand eine versöhnende Versammlung zwischen Zürcher Reformierten und Täufern statt. Zur Erinnerung an die Verfolgung der Täufer wurde eine Gedenktafel eingeweiht, deren Anbringung die Zürcher Stadtregierung 1952 noch verweigert hatte.

## Zwingli und die Musik

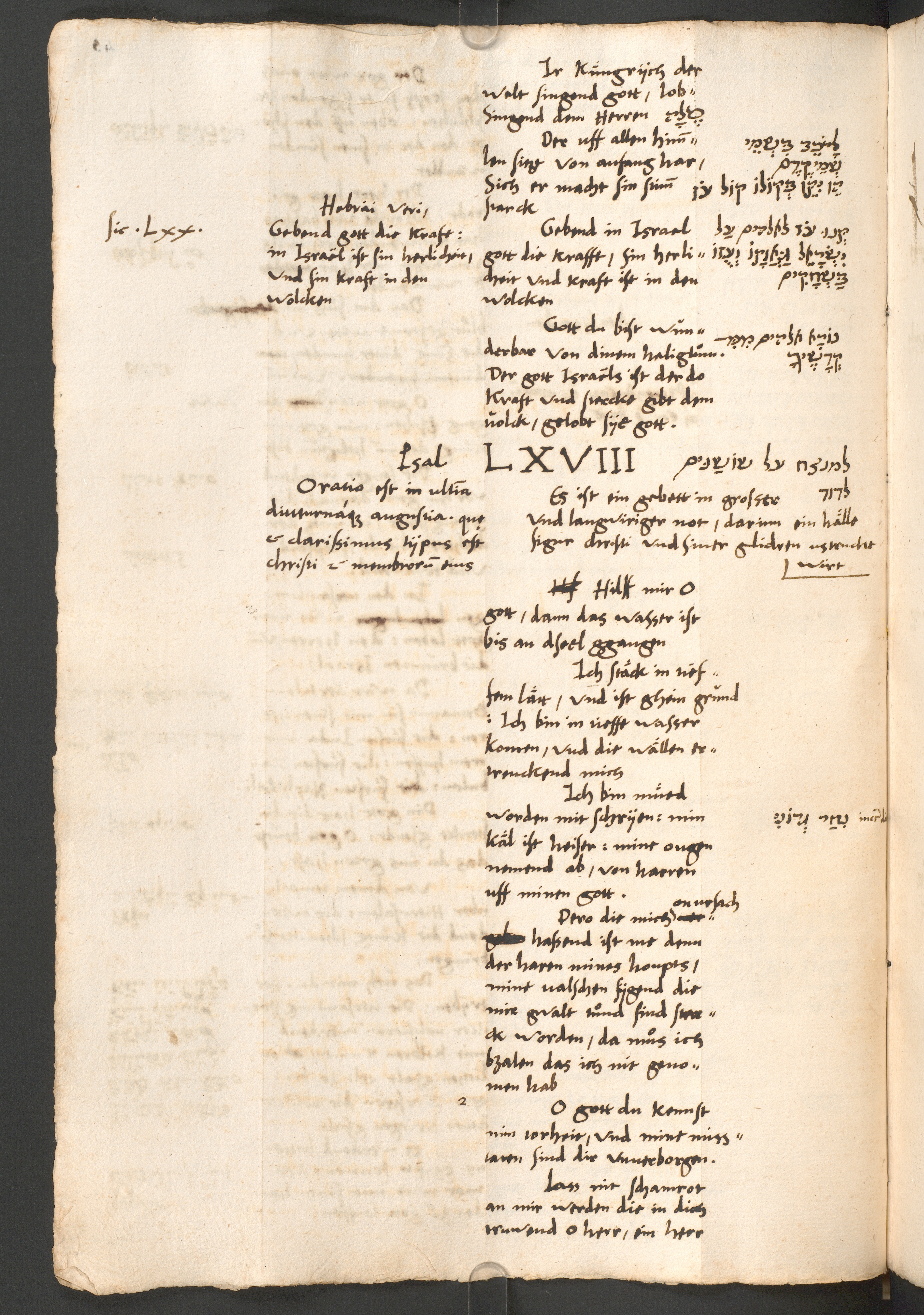
Übersetzung von Psalm 69 (hier gem. LXX mit 68 angegeben) durch Zwingli in einem Manuskript der Zentralbibliothek Zürich, dessen Umdichtung als «Hilff, gott, das wasser gaht mir bis an dseel» dem Autor zugeschrieben wird

Zwingli hatte «eine gründliche musikalische Ausbildung genossen, er besass eine schöne Stimme». Nach einer zeitgenössischen Chronik spielte er elf Instrumente: Laute, Harfe, Trumscheit, Sackpfeife, Hackbrett, Pfeife, Geige, Rebec, Waldhorn, Zink und Schwegel. Zu besonderer Meisterschaft brachte er es auf der Laute und Flöte, er wurde auch als «Lutenschlaher» und «evangelischer Pfeifer» bezeichnet. Ausserdem war er «als Dichter, Melodienschöpfer und Komponist mehrstimmiger Sätze tätig. Drei seiner Lieder sind erhalten»:
- Hilff, herr gott, hilff («Pestlied», 1519 im Anschluss an seine Pesterkrankung entstanden),
- Herr, nun heb den wagen selb («Kappelerlied», gelegentlich des ersten Kappelerkrieges entstanden) und
- Hilff, gott, das wasser gaht mir bis an dseel (gereimte Umdichtung des 69. Psalms, Autorschaft nicht absolut sicher).

Diese Lieder waren nicht zur Aufführung im Gottesdienst bestimmt, da Zwingli jede gottesdienstliche Musik abgeschafft hatte. Die Chorgesangbücher wurden beseitigt, die Orgeln abgebrochen. (Erst 350 Jahre später erklang wieder Orgelmusik im Grossmünster.) Im Zentrum des Gottesdienstes stand die Wortverkündigung, die Gemeinde hatte währenddessen in Schweigen zu verharren und nur mit «Gesang und Gebet im Herzen» zu antworten.
Damit hatte Zwingli die restriktivste Gottesdienstordnung aller drei Reformatoren eingeführt. Während Luther nur Handlungen aus dem Kirchenleben ausschloss, die in der Bibel verurteilt wurden, schloss Zwingli nur die in der Bibel explizit vorgeschriebenen Aktivitäten ein.
Als Zwingli wenigstens im Abendmahlsgottesdienst eine Lockerung des starren Schweigegebots anstrebte, indem er ein «wechselweises Sprechen von Frauen und Männern» vorsah, verbot der Grosse Rat von Zürich, der hier offensichtlich das letzte Wort hatte, auch diese Änderung. «Verschiedene Äußerungen nach 1523 zeigen […] [denn auch] eine größere Offenheit [Zwinglis] für die Möglichkeit des Gemeindegesangs; zu seiner Einführung im Gottesdienst kam es allerdings erst [lange nach seinem Tod] 1598.»
Zwinglis Haltung zur Musik im Gottesdienst löste Erstaunen und Irritationen aus. Von späteren Quellen wird er manchmal sogar unkritisch als «Erzfeind» (arch-enemy) der Musik bezeichnet. Es hat den Anschein, als ob Zwingli an eine mystische Kraft der Musik glaubte, die ihn von der Andacht ablenken könnte. Angelo Garovi sieht sein Verhältnis zur Musik als «rätselhaft» an.

## Gedenken und Nachwirkungen
- Zwinglis Gedenktag im Evangelischen Namenkalender ist der 11. Oktober.[31]
- Das bekannteste Denkmal Zwinglis[32] wurde vom österreichischen Bildhauer Heinrich Natter gestaltet und am 15. August 1885 vor der Wasserkirche in Zürich eingeweiht, nachdem zuerst ein Entwurf des Baslers Ferdinand Schlöth zur Ausführung vorgesehen war.[33] Die Weiherede hielt Antistes Diethelm Georg Finsler, die offizielle Ansprache der Stadtpräsident Melchior Römer.[34]

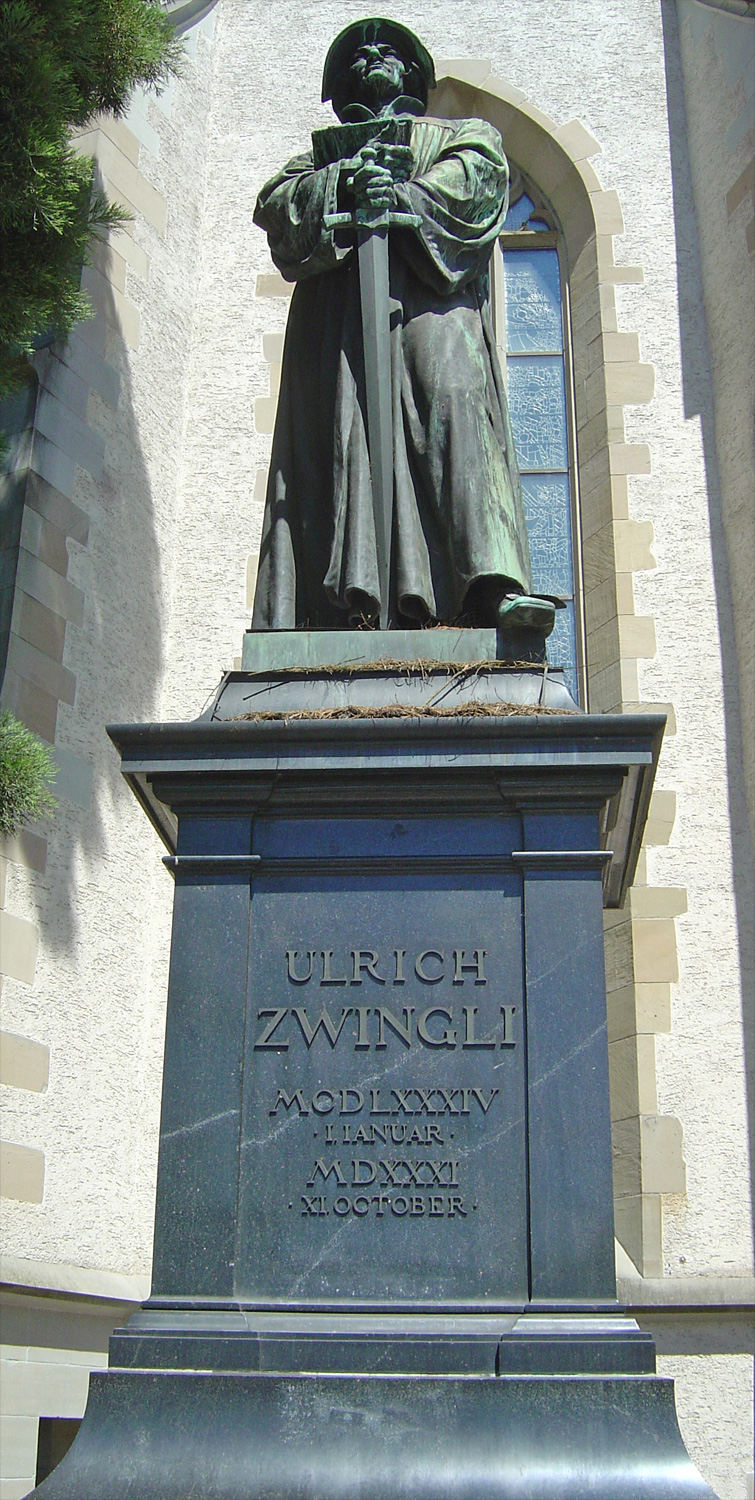
Denkmal Ulrich Zwinglis in Zürich
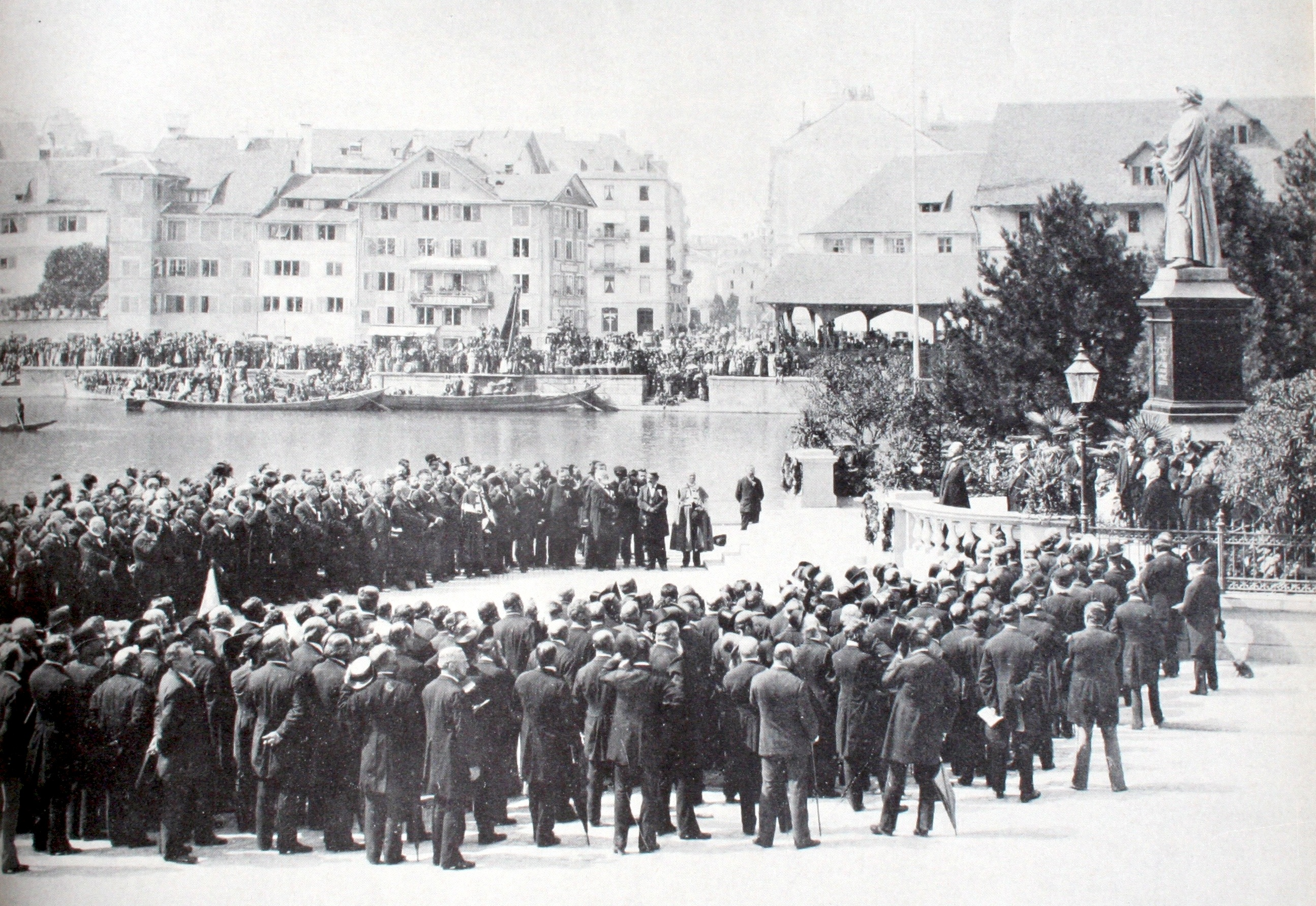
Einweihung des Denkmals 1885
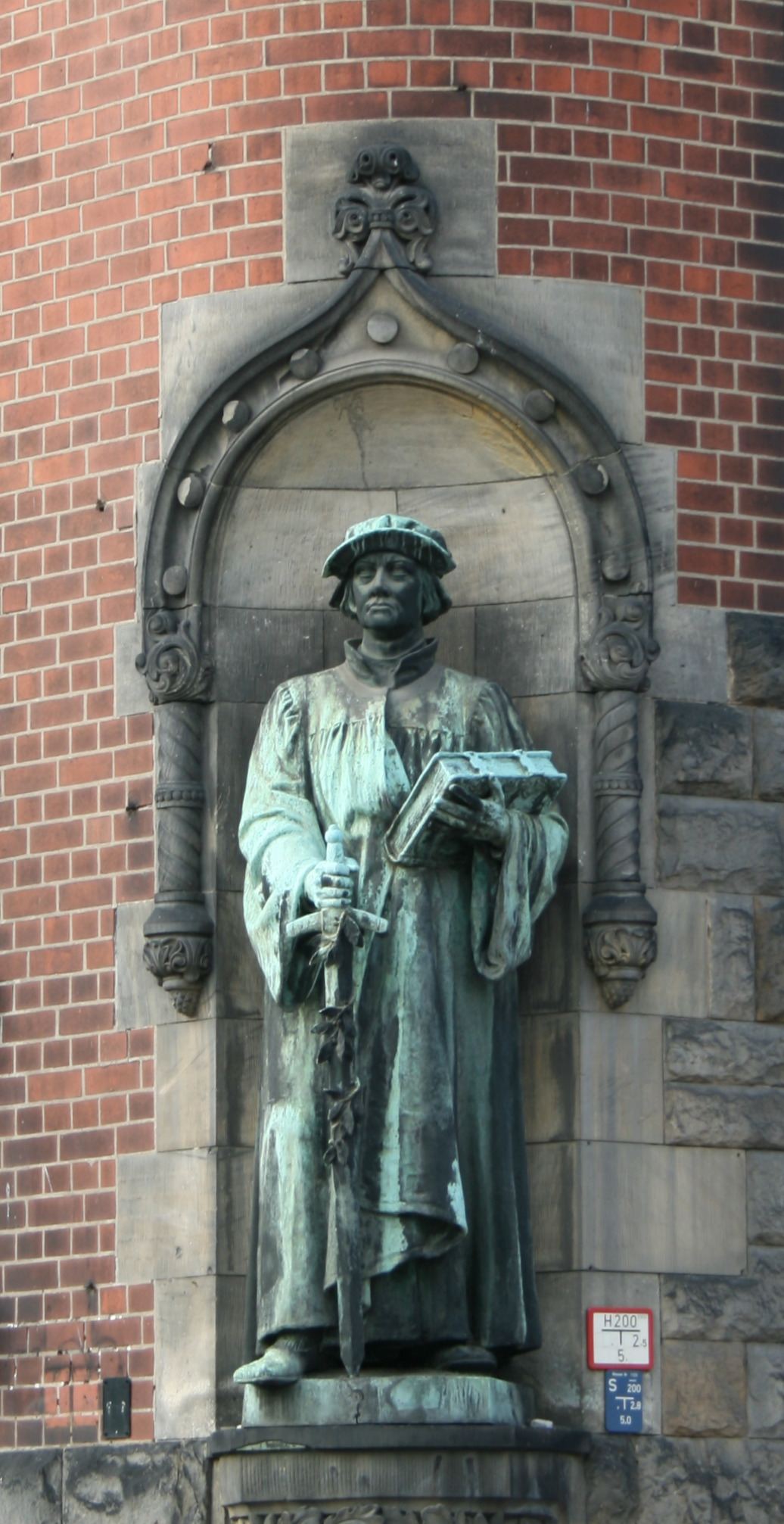
Zwingli-Statue an der Zwinglikirche (Berlin)
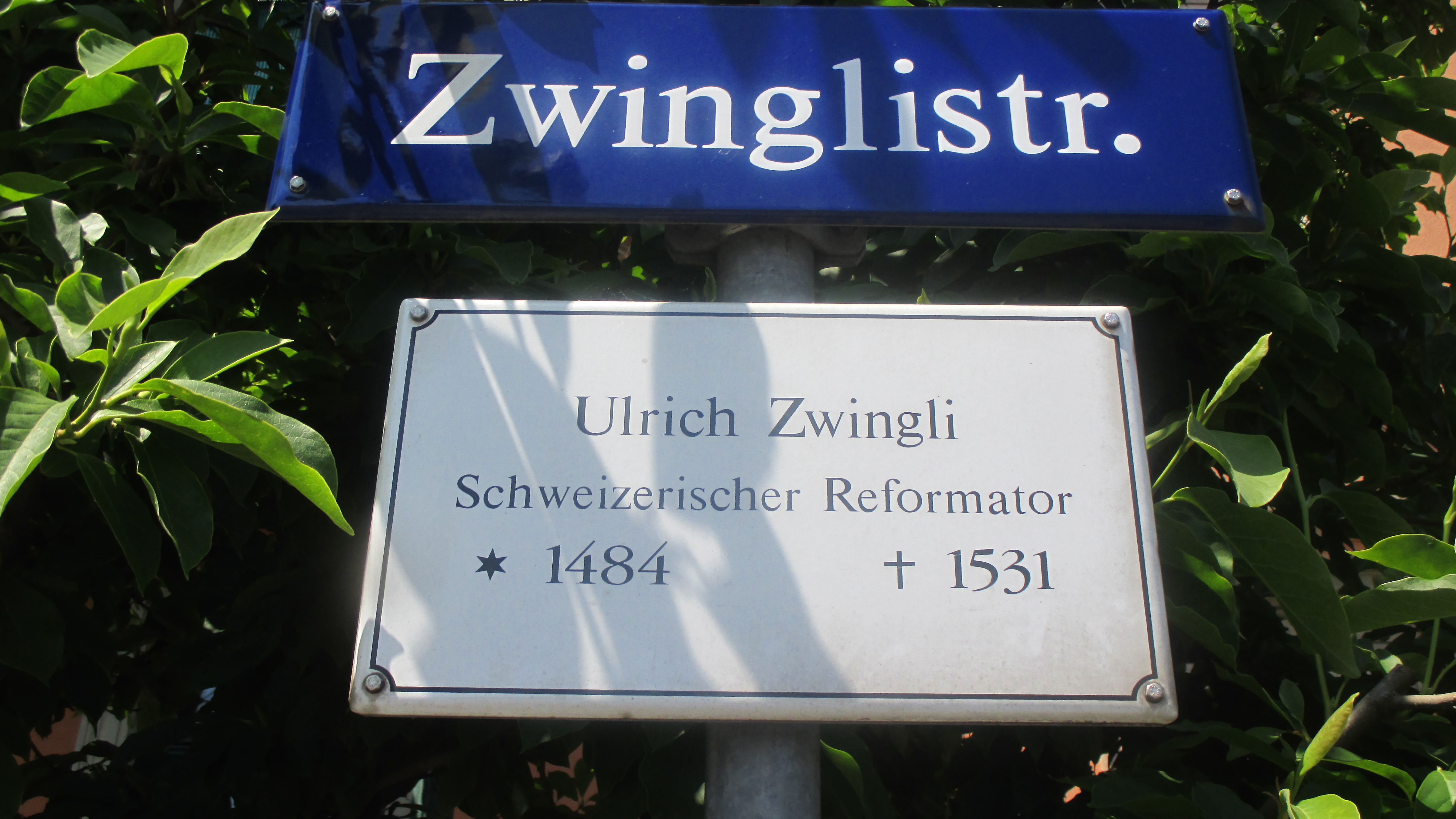
Zwinglistraße Dresden: Ehrung Ulrich Zwinglis

- Am Wormser Reformationsdenkmal befinden sich auf der rechten Seite des Hauptpostaments Relief-Medaillons der beiden Schweizer Reformatoren Calvin und Zwingli.
- Etliche Kirchengebäude aus dem 20. Jahrhundert tragen den Namen Zwinglikirche und erinnern damit an den Reformator.
- Zwinglistrassen kommen verbreitet vor. So wurde beispielsweise im Jahre 1903 in Dresden eine Strasse nach Zwingli benannt, was heute auch durch eine Erklärungstafel unter dem Strassenschild mit weiteren Informationen zur Person ausgewiesen wird. In Berlin erinnert die Zwinglistraße im Moabiter «Reformatorenviertel» an Zwingli.
- Nordöstlich von seinem Geburtsort Wildhaus liegt im Alpsteinmassiv zwischen den Kantonen St. Gallen und Appenzell Innerrhoden der nach ihm benannte Zwinglipass mit der Zwinglipasshütte. Er ist durch Wanderwege erschlossen.
- Auch der Asteroid (7908) Zwingli trägt seinen Namen.
- Zwingli hatte sich dagegen verwahrt, namentlich vorne oder hinten in der Bibel genannt zu werden.
- Unter dem Schlagwort "Der innere Zwingli" wird von manchen Autoren der verinnerlichte Arbeitsdruck beschrieben, z. B. von Sascha Lobo und Kathrin Passig in ihrem Buch Dinge geregelt kriegen ohne einen Funken Selbstdisziplin (2008).

## Porträtgalerie
Nach dem Tod Zwinglis wurden zahlreiche Porträts angefertigt, die sich fast alle nach denjenigen des Zürcher Malers Hans Asper richten. Es gibt kein zu Lebzeiten Zwinglis gemaltes Porträt. Zwingli wird üblicherweise in schwarzer Tracht mit schwarzer «Reformatorenmütze» dargestellt.

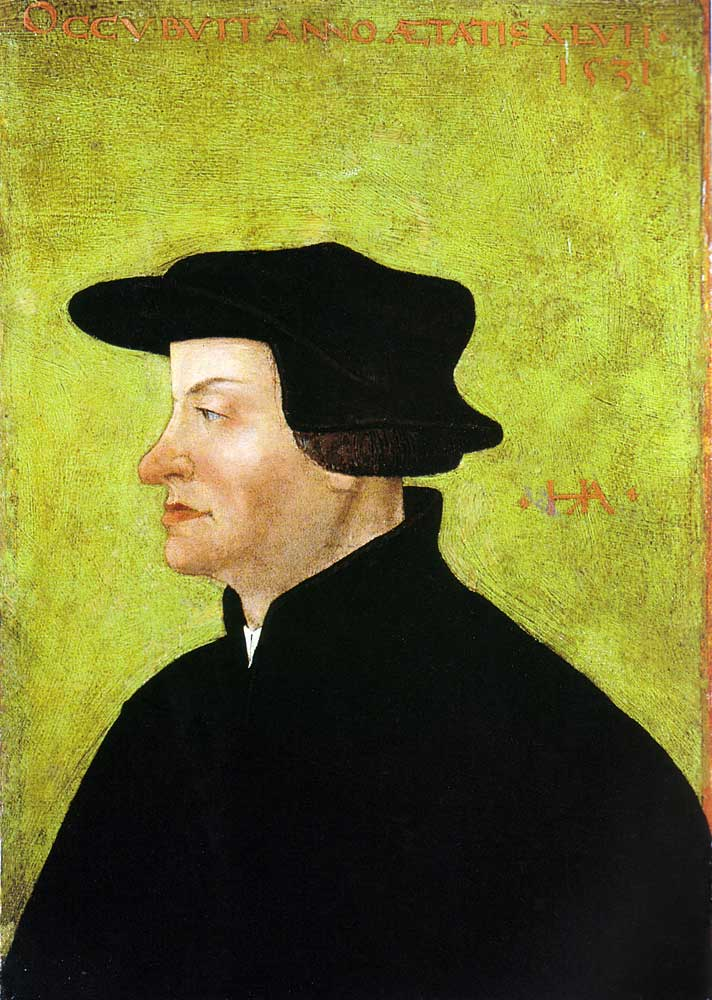
Porträt von Hans Asper, um 1531
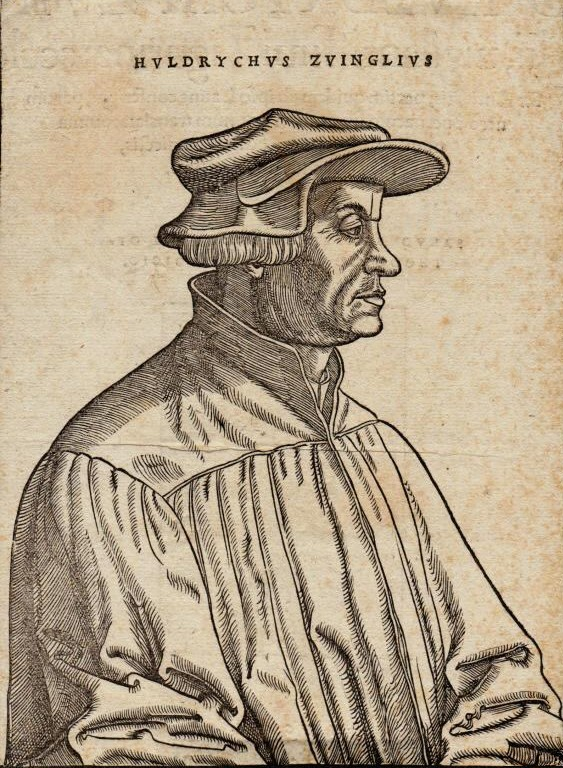
Holzschnitt von Hans Asper, circa 1531
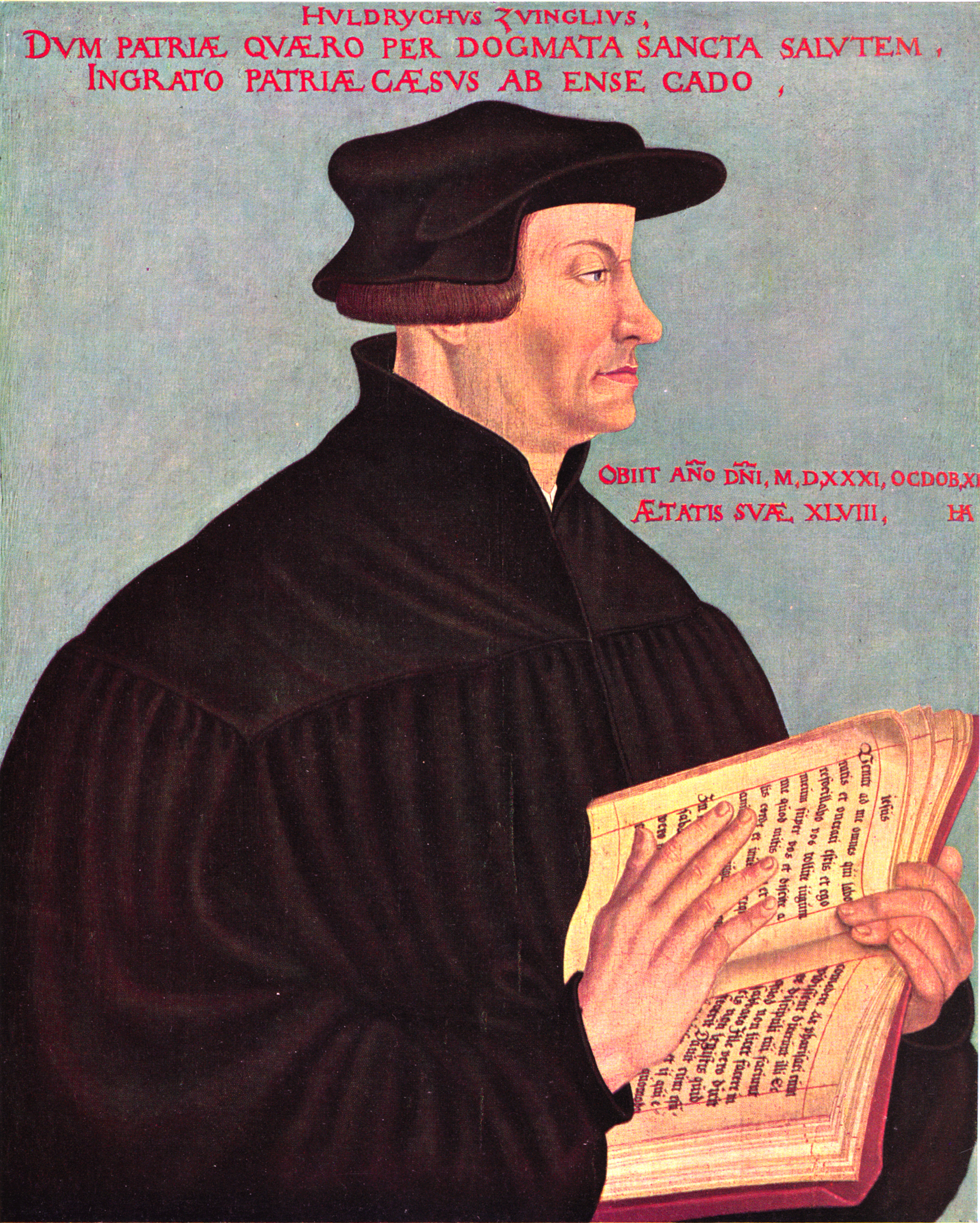
Porträt von Hans Asper, 1549
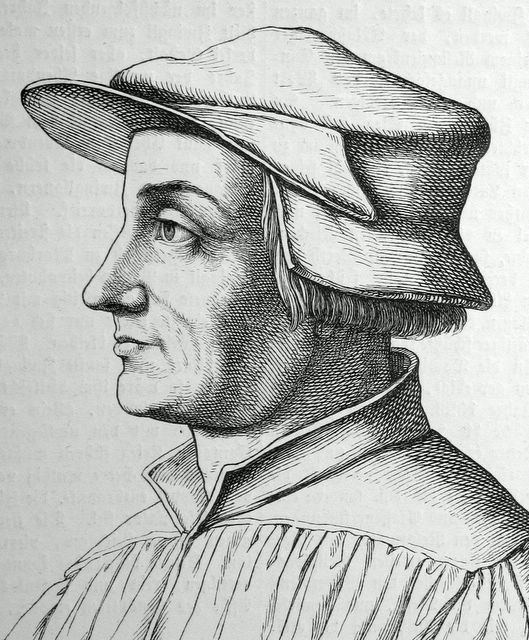
Porträt aus dem Jahr 1854
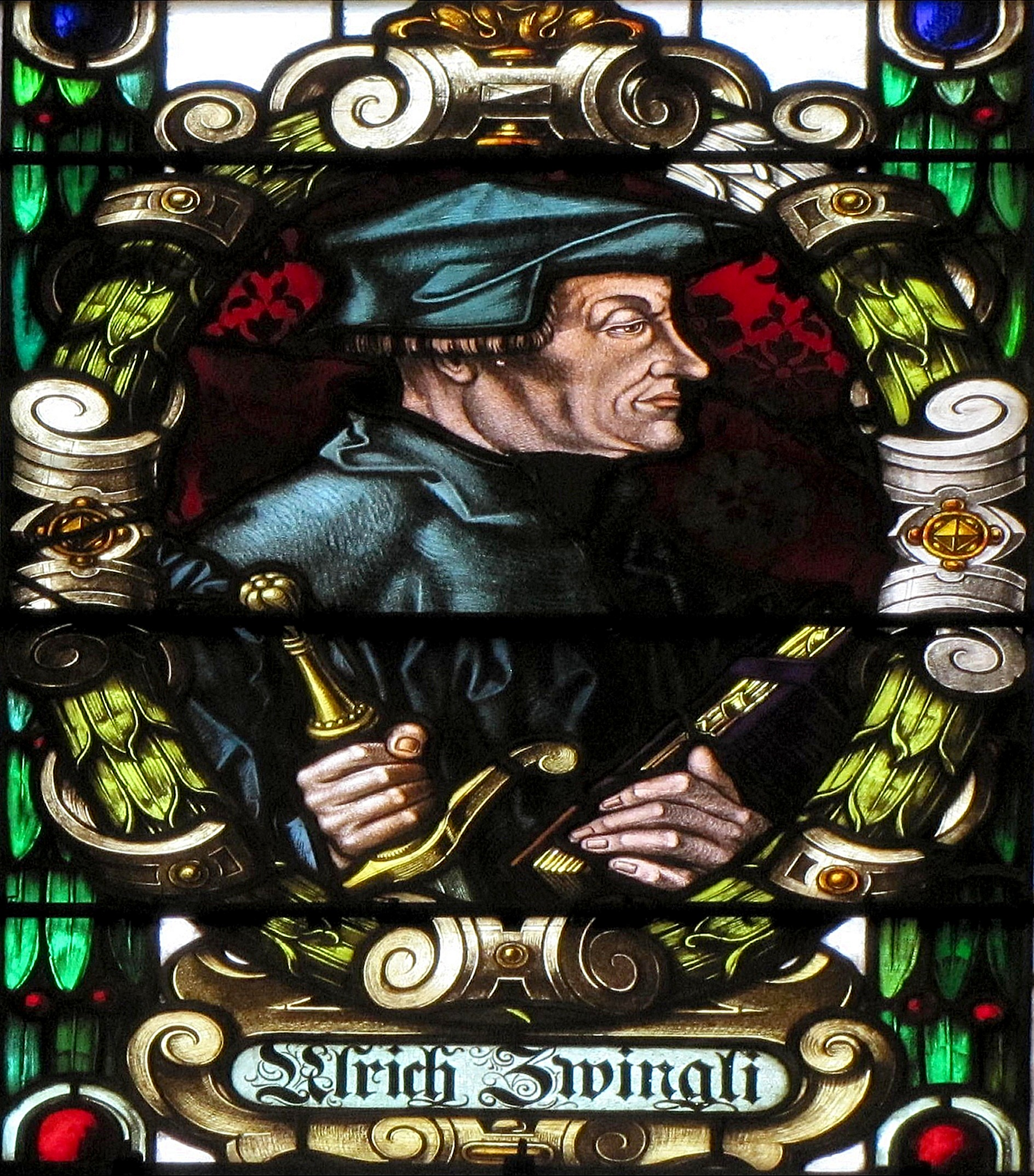
Glasfenster Strassburger Erlöserkirche (Detail)

## Briefmarken
- 1969 gab die Schweizerische Post eine Briefmarke mit dem Porträt von Huldrych Zwingli in der Serie «Berühmte Menschen» im Nennwert von 10 Rappen heraus.[36]

- Mit dem Erstausgabetag 2. Mai 2019 gaben die Deutsche Post AG und die Schweizerische Post zur Erinnerung an den Zwinglis Amtsantritt als Leutpriester am Grossmünster in Zürich eine schweizerisch-deutsche Gemeinschaftsbriefmarke Huldrych Zwingli – 500 Jahre Zürcher und oberdeutsche Reformation im Nennwert von 85 Rappen und 150 Eurocent heraus. Das Motiv der deutschen Briefmarke ist ein Porträt Huldrych Zwingli des Schweizer Malers Hans Asper, angefertigt um 1531, und der Text Tut um Gotteswillen etwas Tapferes! Der Entwurf stammt vom Berliner Grafiker Matthias Wittig.[37]

## Werke

### Originaltitel
- Von erkiesen und fryheit der spysen. Zürich April 1522, PDF-Datei.[38]
- Auslegung und Begründung der Thesen oder Artikel. 1523.
- Von dem Touff. Vom widertouff. Unnd vom kindertouff. 1525.
- Commentarius de vera et falsa religione. 1525.
- Amica exegesis. 1527.
- Fidei ratio. Juli 1530.
- Sermonis de providentia Dei anamenema. August 1530.
- Christianae fidei brevis et clara expositio ad regem christianum. Juli 1531.

### Gesamtausgaben
- Sämtliche Werke. Zuerst in Folio, Zürich, 1545 und 1581; erneut herausgegeben von Johann Melchior Schuler und Johannes Schulthess, Zürich von 1828 bis 1842, 8 Bände; dazu Supplemente 1861.[39]
- Huldreich Zwinglis sämtliche Werke. Einzige vollständige Ausgabe der Werke Zwinglis, unter Mitwirkung des Zwingli-Vereins in Zürich herausgegeben von Emil Egli. 21 Bände (wovon mehrere in Teilbände aufgeteilt), Berlin/Leipzig bzw. Zürich 1905–2013 (= Corpus reformatorum. 88–108).
- Huldrych Zwingli, Schriften. Hrsg. von Th. Brunnschweiler u. a. Theologischer Verlag, Zürich, 1995, 4 Bände

### Einzelausgaben
- Edwin Künzli: Auswahl seiner Schriften. Theologischer Verlag Zürich, Zürich 1962.
- Ernst Saxer: Ausgewählte Schriften in neuhochdeutscher Wiedergabe mit einer historisch-biographischen Einführung. Neukirchener Verlagsgesellschaft, Neukirchen-Vluyn 1988.

## Rezeption in Film und Theater
- Charlotte Birch-Pfeiffer: Ulrich Zwingli’s Tod. Historisches Trauerspiel in fünf Aufzügen. Zürich 1837.[40]
- Gottfried Keller: Ursula. Novelle über die Reformationszeit in und um Zürich im Rahmen der Züricher Novellen.
  - In der Verfilmung von Kellers Ursula 1978 durch Egon Günther wurde Zwingli von Matthias Habich verkörpert.
- Huldrych Zwingli – Der Reformator. Spielfilm, 1983, 54 Min., im Auftrag des Kirchenrats des Kantons Zürich; Produktion: Condor Films, Regie: Wilfried Bolliger (ganzer Film auf YouTube).[41]
- Andreas Boller, Friedo Dürr, Hans Strub (Regie): Helm ab! Ein Spiel um dem Huldrych Zwingli syn Helm. – Erzählt wird die Geschichte um Zwinglis Helm in drei Zeitsträngen: zeitlos, historisch und heute. Helfereitheater, Zürich 2014.[42]
- Zwinglis Erbe. Spielfilm, 2018, 55 Min., Produktion: Eutychus Production, Regie: Alex Fröhlich.[43]
- Zwingli. Spielfilm, 2019, 124 Min., Produktion: C-Films AG, Regie: Stefan Haupt.[44]